# Buccinum midori
Buccinum midori är en snäckart. Buccinum midori ingår i släktet Buccinum och familjen valthornssnäckor. Inga underarter finns listade i Catalogue of Life.